# Canada Day Quartet Live
Canada Day Quartet Live ist ein Jazzalbum von Harris Eisenstadt mit seinem Canada Day Quartet. Die während einer Europatournee am 23. März 2018 im AJMi Jazz Club - La Manutention in Avignon entstandenen Aufnahmen erschienen im September 2019 auf Clean Feed Records.

## Hintergrund
Die Formation Canada Day des Schlagzeugers und Komponisten Harris Eisenstadt existierte vor diesem Mitschnitt bereits sechs Jahre, vor allem als Quintett oder größeres Ensemble (Canada Day Octet 2012); das Canada Day Quartet hatte bereits 2017 das Album On Parade in Parede (mit Matt Bauder, Nate Wooley, Pascal Niggenkemper) veröffentlicht und debütierte daher in einer neuen Besetzung, erstmals mit einem Klavier. Eisenstadt und der britische Pianist Alexander Hawkins hatten zuvor bereits mit dem Klarinettisten François Houle zusammengearbeitet (You Have Options), anschließend im Convergence Quartet. Dies war Bill Meyer zufolge das erste Mal, dass Eisenstadt einem Harmonieinstrument in seiner Flaggschiff-Band so viel Platz einräumte. Dies war auch das zweite Album von Canada Day mit einer Formation, die für eine Tournee durch Europa zusammengestellt worden war.
Ironischerweise seien viele der Stücke, die Eisenstadt für diese Tour in die Gruppe gebracht hat, auf einzigartige Weise geeignet, um ohne Klavier gespielt zu werden, meinte Bill Meyer. Er schrieb sie auf einmal während eines Aufenthalts in Poschiavo, und viele von ihnen sind „einzeilige Unisono-Kompositionen“, die unabhängig von der Größe des Ensembles sind.

## Titelliste

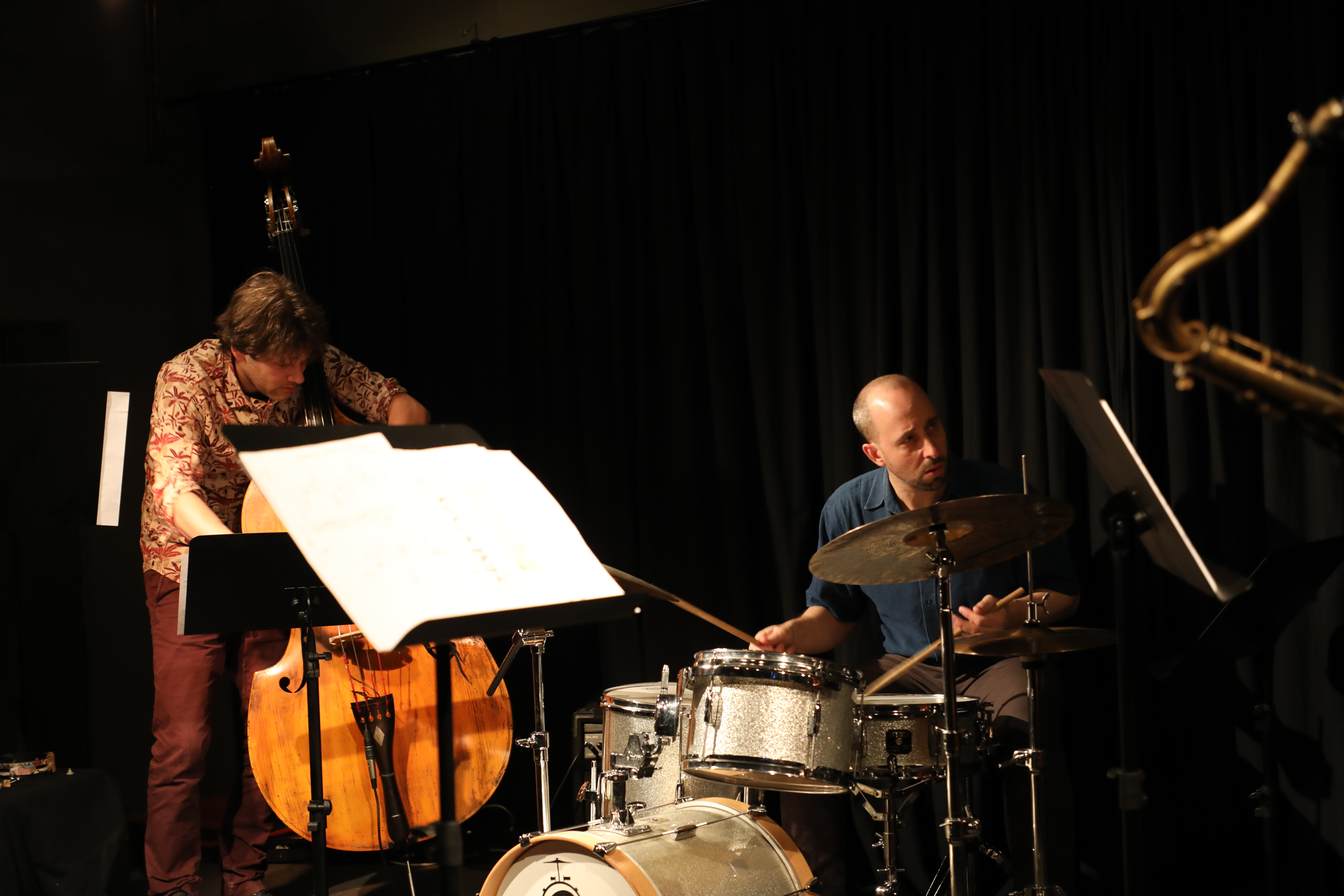
Pascal Niggenkemper und Harris Eisenstadt mit The Fictive Five im Club W71, Weikersheim 2019

- Harris Eisenstadt: Canada Day Quartet Live (Clean Feed CF535CD)[2]
  1. Poschiavo 35 – 5:09
  2. Poschiavo Four-Voice 3 – 8:36
  3. Poschiavo Four-Voice 1 – 6:27
  4. Poschiavo 36 – 12:29
  5. Poschiavo Four-Voice 4 – 8:15
  6. Poschiavo 8 – 6:42
  7. Poschiavo Four-Voice 2 – 5:39
  8. Poschiavo 9 – 6:37
- Alle Kompositionen stammen von Harris Eisenstadt. Die Titel beziehen sich alle auf Poschiavo (Schweiz), wo die Musik während eines künstlerischen Aufenthalts Eisenstadts im Jahr 2017 komponiert wurde.

## Rezeption
Nach Ansicht von Bill Meyer, der das Album in Dusted rezensierte, könnten der Trompeter Nate Wooley, der von Anfang an bei Canada Day dabei war, und der in die Band zurückgekehrte Bassist Pascal Niggenkemper „innerhalb der Traditionen ihrer Instrumente ausdrucksstark und überzeugend spielen, und sie können auch sehr, sehr weit außerhalb von ihnen spielen.“ Dem Newcomer Alexander Hawkins gelänge es, die Aufmerksamkeit auf die Breite seiner stilistischen Meisterschaft und die strukturellen Grundlagen der gespielten Musik zu lenken. „Obwohl die Aufführung von stromlinienförmigen Strukturen durch konzentrierte musikalische Intelligenz zu Musik führt, die überraschender wird, wenn sie über die bekannteren Komponenten hinausgeht, geben diese erkennbaren Elemente dem Hörer etwas, an dem er sich festhalten kann. Der ständige Wechsel zwischen den Polen hält das Quartet Live lebendig,“ resümiert der Autor.
„Entspannt, aber mit einem kraftvollen, wenn auch zurückhaltenden rhythmischen Puls“, notierte Ken Waxman in The Whole Note, enthalten die Titel Nate Wooleys häufig mit dem Dämpfer gespielte Passagen oder ein Clarion-Raspeln mit dem offenen Horn. Diese werden im doppelten Kontrapunkt mit der schnellen Schattierung und leicht stimmhaften Texturen von Hawkins angetrieben. Gemütliches oder beschleunigtes Perkussionskrausen, -Rollen und -Raspeln förderten diese Interaktion, schrieb Waxman weiter. „Währenddessen ist ‚Poschiavo Four-Voice 4‘ das einzige Mal, dass Niggenkemper mit knarrenden Sul-tasto-Erweiterungen und späteren Col-legno-Rückstößen, die eine Moderato-Tastaturanimation und eine endgültige lyrische Blechbläser-Mischung einleiten, nach vorne tritt.“ Am herausragendsten sei jedoch das ausgedehnte Stück Poschiavo 36. Während Wooleys unaufdringliche animalische Kläffer aus Trompeteninnereien hole, erhellten Kontrabassstopps und ausdrucksstarke Klavierpastterns die Erzählung, meint Waxman. Den Höhepunkt bilde ein melodischer Groove, der von den Backbeats des Schlagzeugs unterstützt und vom Trompeter in warmen Heroldstönen ausgedrückt werde.

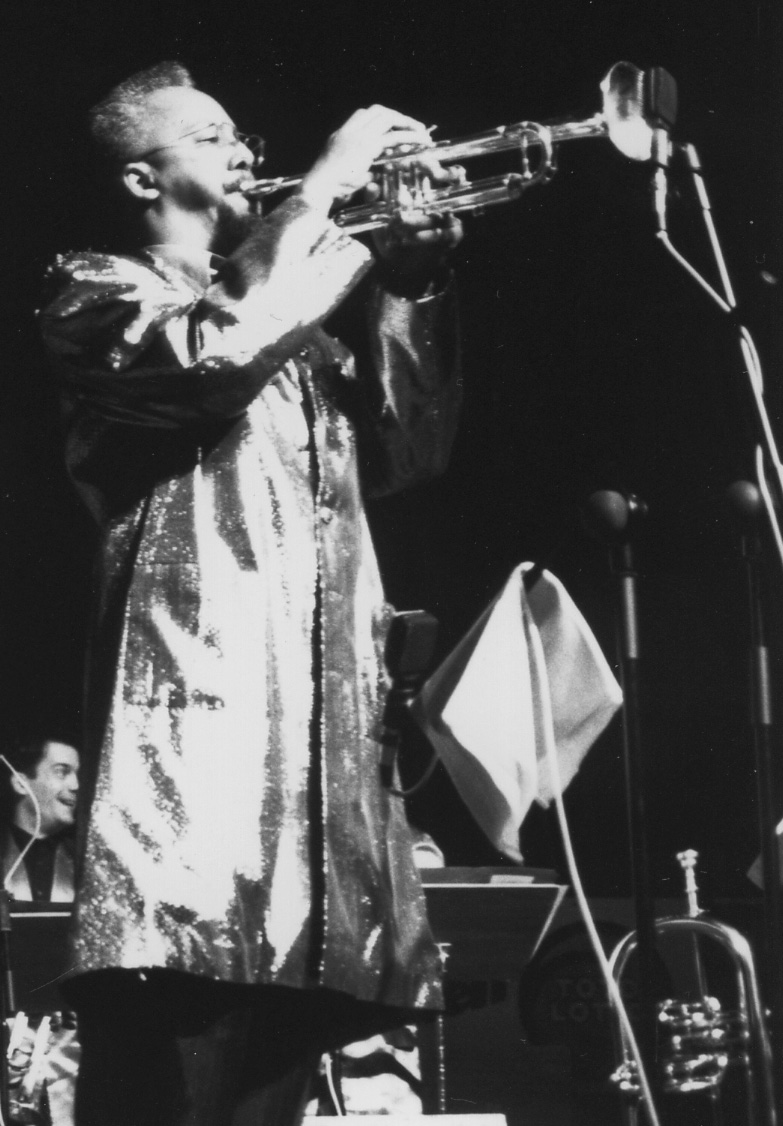
Lester Bowie

Stefano Merrighi schrieb in der italienischen Ausgabe von All About Jazz, Harris Eisenstadts perkussives, aber auch kompositorischeres Talent werde durch diese Live-Aufnahme bestätigt. Obwohl sich Eisenstadt sowohl mit afrikanischen als auch mittelamerikanischen perkussiven Traditionen beschäftigt habe, bevorzuge er die Verkehrssprache des zeitgenössischen internationalen Jazz, wo eine synthetische, aber solide Schreibweise Kulissen für individuelle Improvisationen mit kraftvollen Kontrapunkten eröffne. „Zusammen geben sie einer komplexen, aber auf ihre Weise wirklich lesbaren Musik Gestalt, die zwar streng und manchmal archaisch anmutet, aber zu zwingenden, an Lyrik grenzenden Melodien“ verschmmelze, notierte Merrighi. Man werde sich jedoch nie langweilen, auch weil Wooleys Trompete oft auf den Stuhl steige und sowohl im freien Galopp als auch in den „theatralischeren“ Interventionen aufblitze, etwa in den drei Minuten a cappella von Poschiavo 36. Dies könne als eine schöne Hommage an Lester Bowie verstanden werden, ohne dass dies ausdrücklich so benannt sei. Der Autor lobt die Spielhaltung Eisenstadts, der seine Trommeln niemals vor das Kollektiv stelle und so den Erfolg der Musik des Ensembles fördere.